# David Beckmann
David Beckmann (Iserlohn, Alemania; 27 de abril de 2000) es un piloto de automovilismo alemán. Actualmente compite en la clase LMP2 del Campeonato Mundial de Resistencia de la FIA.

## Carrera

### Inicios
Beckmann comenzó en el karting en 2008, obteniendo importantes victorias en 2009, 2012 y 2014. Permaneció hasta 2014.

### Fórmula 4

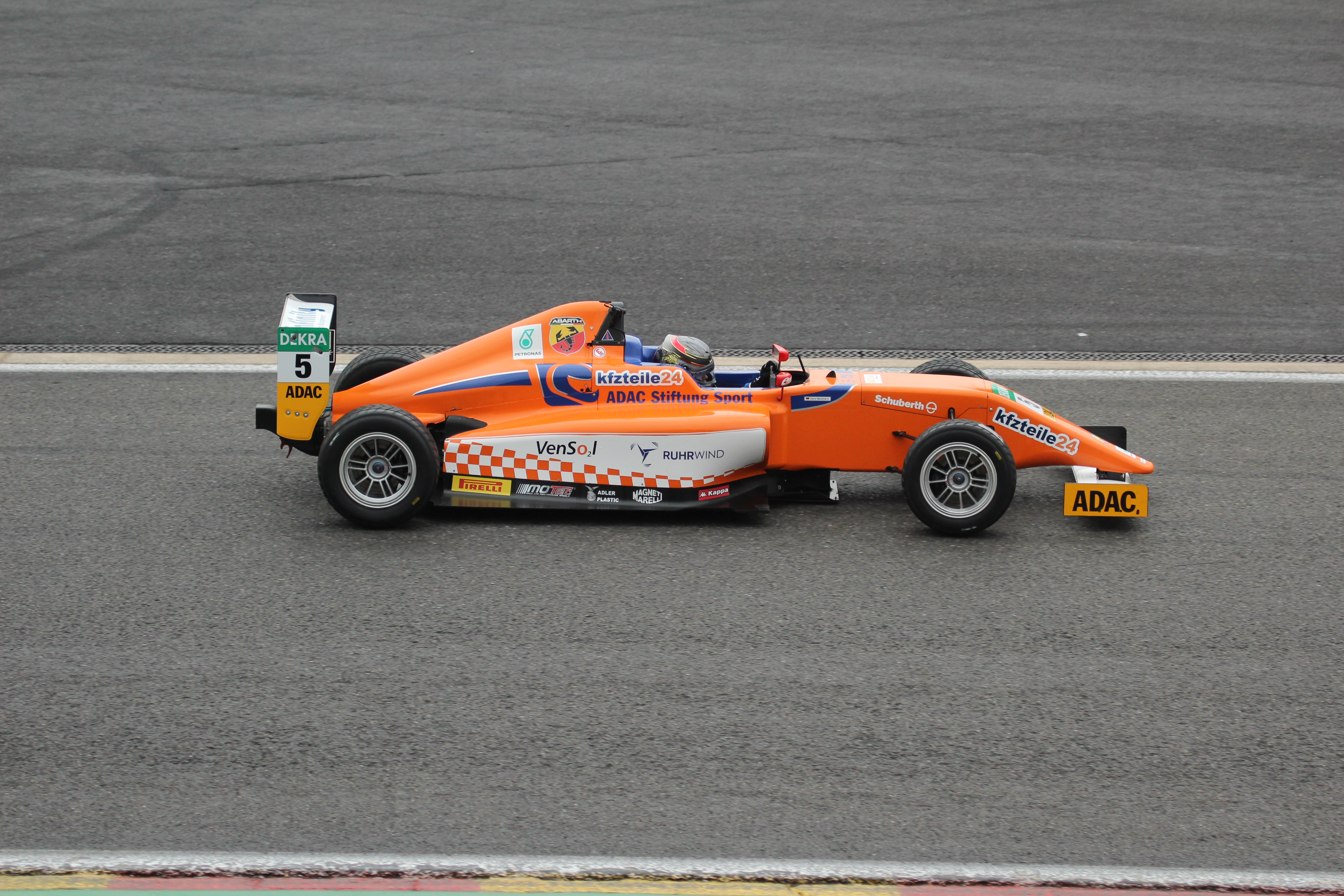
Beckmann en Fórmula 4 2015.

En 2015, pasó a ADAC Fórmula 4 y F4 Italiana, compitiendo con Mücke Motorsport. Finalizó ambas temporadas en el quinto y cuarto puesto, respectivamente.

### Campeonato Europeo de Fórmula 3 de la FIA

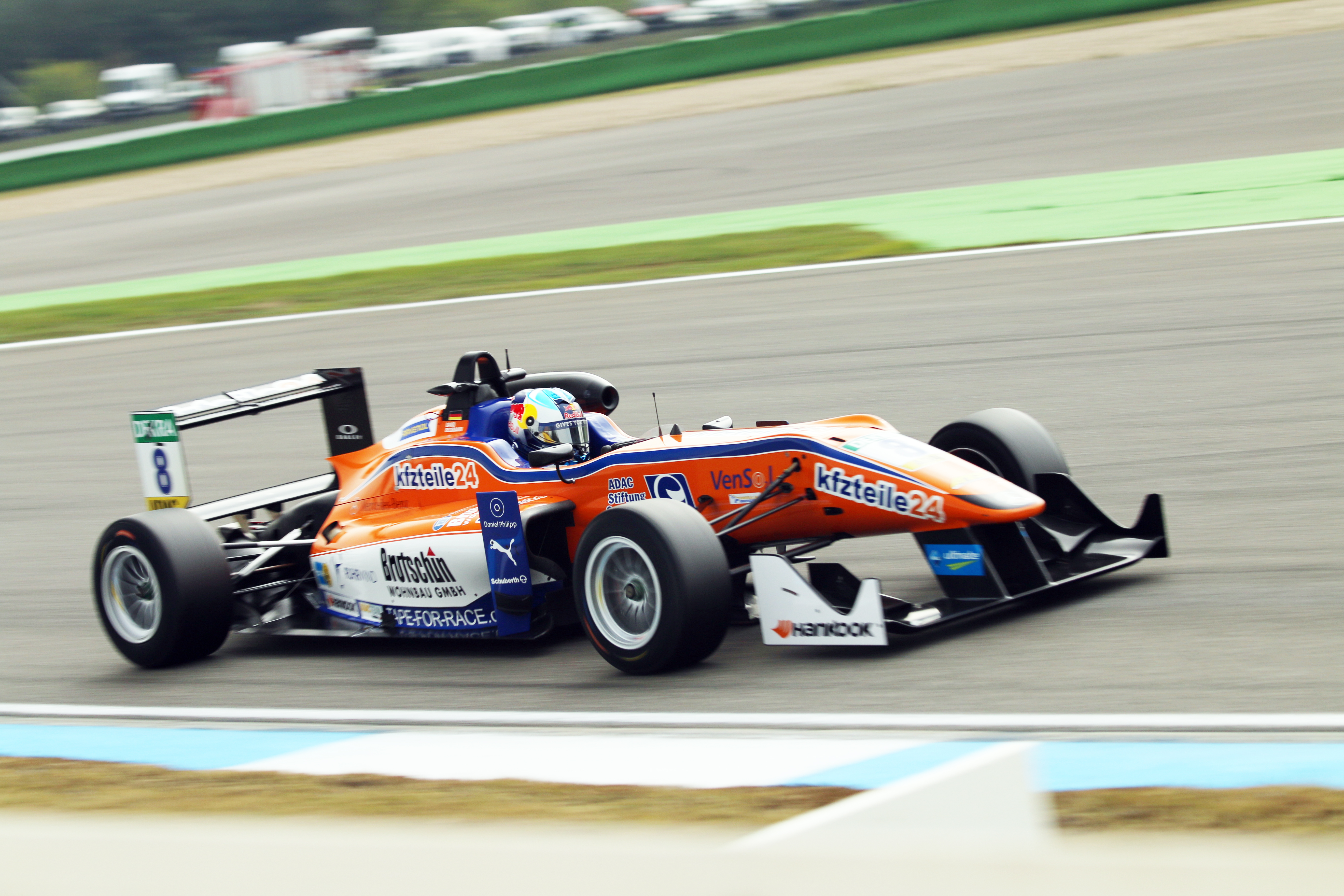
David Beckmann en el Campeonato Europeo de Fórmula 3 de la FIA 2016.

En diciembre de 2015, se anunció que Beckmann competirá en el Campeonato Europeo de Fórmula 3 de la FIA en 2016, siendo nuevamente piloto de Mücke. Debido a su edad, el alemán se vio obligado a perderse las dos primeras rondas de la temporada, haciendo su debut en la tercera ronda en Pau. No obstante, Beckmann logró una vuelta rápida y dos podios para terminar séptimo en el Campeonato de Novatos y decimoquinto en la general. En 2017, pasó a Van Amersfoort Racing. Después de tres rondas en las que no logró sumar puntos, a mitad de temporada, Beckmann pasó a Motopark Academy.

### GP3 Series

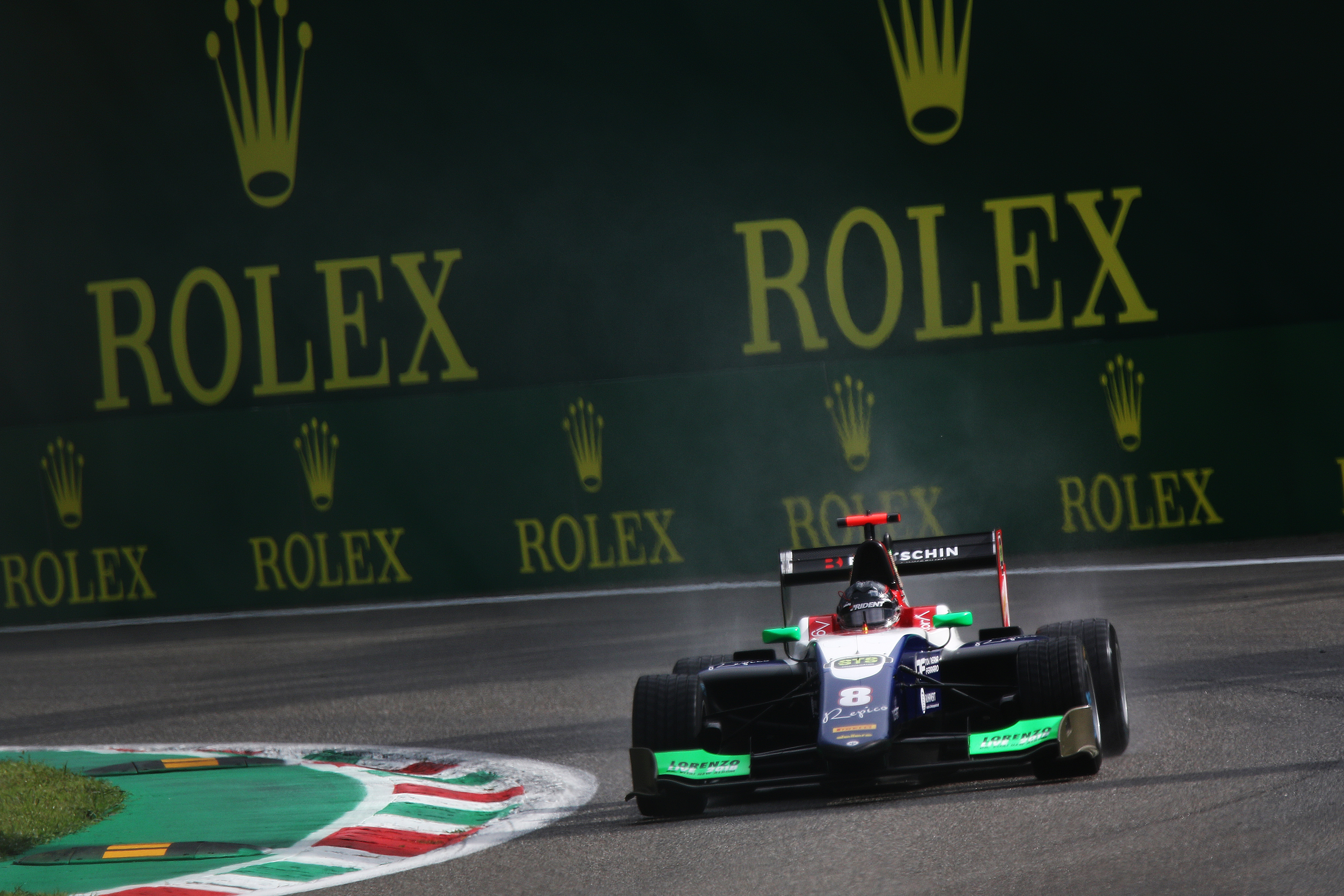
Beckmann en GP3 Series.

En 2018, Beckmann compitió en GP3 Series con Jenzer Motorsport, pero a partir de la ronda en Hungaroring, pasó a Trident, donde logró un total de tres victorias, dos pole position y dos vueltas rápidas, finalizando quinto en el Campeonato de Pilotos.

### Campeonato de Fórmula 3 de la FIA
En diciembre de 2018, se confirmó que en 2019 Beckmann competirá en Fórmula 3 con ART Grand Prix.

## Resumen de carrera
| Temporada | Categoría                                          | Equipo                       | Carreras     | Victorias    | Poles        | VR           | Podios       | Puntos       | Pos.         |
| --------- | -------------------------------------------------- | ---------------------------- | ------------ | ------------ | ------------ | ------------ | ------------ | ------------ | ------------ |
| 2015      | ADAC Fórmula 4                                     | ADAC Berlin-Brandenburg e.V. | 20           | 1            | 0            | 0            | 4            | 166          | 5.º          |
| 2015      | Campeonato de Italia de Fórmula 4                  | kfzteile24 Mücke Motorsport  | 18           | 3            | 1            | 4            | 7            | 176          | 4.º          |
| 2016      | Campeonato Europeo de Fórmula 3 de la FIA          | kfzteile24 Mücke Motorsport  | 24           | 0            | 0            | 1            | 2            | 67           | 15.º         |
| 2016      | Masters de Fórmula 3                               | kfzteile24 Mücke Motorsport  | 1            | 0            | 0            | 0            | 0            | N/A          | 10.º         |
| 2016      | Gran Premio de Macao                               | kfzteile24 Mücke Motorsport  | 1            | 0            | 0            | 0            | 0            | N/A          | 19.º         |
| 2017      | Campeonato Europeo de Fórmula 3 de la FIA          | Van Amersfoort Racing        | 9            | 0            | 0            | 0            | 0            | 45           | 16.º         |
| 2017      | Campeonato Europeo de Fórmula 3 de la FIA          | Motopark                     | 21           | 0            | 0            | 0            | 0            | 45           | 16.º         |
| 2018      | GP3 Series                                         | Jenzer Motorsport            | 8            | 0            | 0            | 0            | 0            | 137          | 5.º          |
| 2018      | GP3 Series                                         | Trident                      | 10           | 3            | 2            | 2            | 4            | 137          | 5.º          |
| 2019      | Campeonato de Fórmula 3 de la FIA                  | ART Grand Prix               | 16           | 0            | 0            | 0            | 0            | 20           | 14.º         |
| 2019      | Gran Premio de Macao                               | Trident                      | 1            | 0            | 0            | 0            | 0            | N/A          | 9.º          |
| 2020      | Campeonato de Fórmula 3 de la FIA                  | Trident                      | 18           | 2            | 0            | 0            | 6            | 139.5        | 6.º          |
| 2021      | Campeonato de Fórmula 2 de la FIA                  | Charouz Racing System        | 12           | 0            | 0            | 0            | 2            | 32           | 15.º         |
| 2021      | Campeonato de Fórmula 2 de la FIA                  | Campos Racing                | 5            | 0            | 0            | 0            | 0            | 32           | 15.º         |
| 2022      | Campeonato de Fórmula 2 de la FIA                  | Charouz Racing System        | 2            | 0            | 0            | 0            | 0            | 25           | 18.º         |
| 2022      | Campeonato de Fórmula 2 de la FIA                  | Van Amersfoort Racing        | 12           | 0            | 0            | 1            | 0            | 25           | 18.º         |
| 2022-23   | Fórmula E                                          | Avalanche Andretti Formula E | 2            | 0            | 0            | 0            | 0            | 0            | 25.º         |
| 2023      | Campeonato Mundial de Resistencia de la FIA - LMP2 | Hertz Team Jota              | 2            | 1            | 0            | 0            | 1            | N/A          | NC†          |
| 2024      | 24 Horas de Nürburgring - Cup2                     | Huber Motorsport             | 1            | 0            | 0            | 0            | 0            | N/A          | 6.º          |
| 2024-25   | Fórmula E                                          | CUPRA Kiro                   | Disputándose | Disputándose | Disputándose | Disputándose | Disputándose | Disputándose | Disputándose |
| Fuente:   |                                                    |                              |              |              |              |              |              |              |              |

## Resultados

### Campeonato Europeo de Fórmula 3 de la FIA
(Clave) (negrita indica pole position) (cursiva indica vuelta rápida)

| Año     | Equipo                      | Motor      | 1        | 2        | 3        | 4         | 5        | 6        | 7        | 8         | 9         | 10       | 11      | 12       | 13       | 14       | 15        | 16        | 17       | 18       | 19        | 20       | 21       | 22        | 23       | 24       | 25        | 26        | 27      | 28       | 29       | 30       | Pos. | Puntos |
| ------- | --------------------------- | ---------- | -------- | -------- | -------- | --------- | -------- | -------- | -------- | --------- | --------- | -------- | ------- | -------- | -------- | -------- | --------- | --------- | -------- | -------- | --------- | -------- | -------- | --------- | -------- | -------- | --------- | --------- | ------- | -------- | -------- | -------- | ---- | ------ |
| 2016    | kfzteile24 Mücke Motorsport | Mercedes   | LEC 1    | LEC 2    | LEC 3    | HUN 1     | HUN 2    | HUN 3    | PAU 1 17 | PAU 2 Ret | PAU 3 Ret | RBR 1 7  | RBR 2 7 | RBR 3 12 | NOR 1 10 | NOR 2 13 | NOR 3 Ret | ZAN 1 10  | ZAN 2 7  | ZAN 3    | SPA 1 7   | SPA 2 16 | SPA 3 10 | NÜR 1 13  | NÜR 2 6  | NÜR 3 13 | IMO 1 Ret | IMO 2 Ret | IMO 3 5 | HOC 1 12 | HOC 2 3  | HOC 3 18 | 15.º | 67     |
| 2017    | Van Amersfoort Racing       | Mercedes   | SIL 1 14 | SIL 2 17 | SIL 3 14 | MNZ 1 Ret | MNZ 2 15 | MNZ 3 14 | PAU 1 11 | PAU 2 14  | PAU 3 Ret |          |         |          |          |          |           |           |          |          |           |          |          |           |          |          |           |           |         |          |          |          | 16.º | 45     |
| 2017    | Motopark                    | Volkswagen |          |          |          |           |          |          |          |           |           | HUN 1 11 | HUN 2 5 | HUN 3 5  | NOR 1 12 | NOR 2 11 | NOR 3 6   | SPA 1 Ret | SPA 2 15 | SPA 3 16 | ZAN 1 Ret | ZAN 2 5  | ZAN 3 13 | NÜR 1 Ret | NÜR 2 16 | NÜR 3 15 | RBR 1 8   | RBR 2 11  | RBR 3 9 | HOC 1 17 | HOC 2 13 | HOC 3 10 | 16.º | 45     |
| Fuente: |                             |            |          |          |          |           |          |          |          |           |           |          |         |          |          |          |           |           |          |          |           |          |          |           |          |          |           |           |         |          |          |          |      |        |

### GP3 Series
(Clave) (negrita indica pole position) (cursiva indica vuelta rápida puntuable)

| Año  | Escudería         | 1   | 1   | 2   | 2   | 3   | 3   | 4   | 4   | 5   | 5   | 6   | 6   | 7   | 7   | 8   | 8   | 9   | 9   | Pos. | Puntos | Ref.  |
| ---- | ----------------- | --- | --- | --- | --- | --- | --- | --- | --- | --- | --- | --- | --- | --- | --- | --- | --- | --- | --- | ---- | ------ | ----- |
| 2018 |                   | BAR | BAR | LEC | LEC | SPI | SPI | SIL | SIL | BUD | BUD | SPA | SPA | MNZ | MNZ | SOC | SOC | YMC | YMC | 5.º  | 137    | [ 4 ] |
| 2018 | Jenzer Motorsport | 6   | 17  | 18  | 10  | 8   | Ret | 14  | Ret |     |     |     |     |     |     |     |     |     |     | 5.º  | 137    | [ 4 ] |
| 2018 | Trident           |     |     |     |     |     |     |     |     | 4   | 7   | 1   | Ret | 1   | 5   | 5   | 1   | 2   | Ret | 5.º  | 137    | [ 4 ] |

### Campeonato de Fórmula 3 de la FIA
(Clave) (negrita indica pole position) (cursiva indica vuelta rápida puntuable)

| Año  | Escudería      | 1    | 1    | 2    | 2    | 3   | 3   | 4    | 4    | 5    | 5    | 6   | 6   | 7   | 7   | 8   | 8   | 9   | 9   | Pos. | Puntos | Ref.  |
| ---- | -------------- | ---- | ---- | ---- | ---- | --- | --- | ---- | ---- | ---- | ---- | --- | --- | --- | --- | --- | --- | --- | --- | ---- | ------ | ----- |
| 2019 | ART Grand Prix | BAR  | BAR  | LEC  | LEC  | SPI | SPI | SIL  | SIL  | BUD  | BUD  | SPA | SPA | MNZ | MNZ | SOC | SOC |     |     | 14.º | 20     | [ 7 ] |
| 2019 | ART Grand Prix | 4    | 7    | 10   | Ret  | 15  | 10  | 11   | 6    | 28†  | 19   | 10  | 12  | Ret | 28† | WD  | WD  |     |     | 14.º | 20     | [ 7 ] |
| 2020 | Trident        | SPI1 | SPI1 | SPI2 | SPI2 | BUD | BUD | SIL1 | SIL1 | SIL2 | SIL2 | BAR | BAR | SPA | SPA | MNZ | MNZ | MUG | MUG | 6.º  | 139.5  | [ 8 ] |
| 2020 | Trident        | 7    | 4    | 3    | 3    | 10  | 1   | 9    | 1    | 5    | 4    | 5   | 9   | 3   | 9   | 4   | Ret | 8   | 2   | 6.º  | 139.5  | [ 8 ] |

### Campeonato de Fórmula 2 de la FIA
(Clave) (negrita indica pole position) (cursiva indica vuelta rápida puntuable)

| Año  | Escudería             | 1   | 1   | 1   | 2   | 2   | 2   | 3   | 3   | 3   | 4   | 4   | 4   | 5   | 5   | 5   | 6   | 6   | 6   | 7   | 7   | 7   | 8   | 8   | 8   | Pos. | Puntos | Ref.  |
| ---- | --------------------- | --- | --- | --- | --- | --- | --- | --- | --- | --- | --- | --- | --- | --- | --- | --- | --- | --- | --- | --- | --- | --- | --- | --- | --- | ---- | ------ | ----- |
| 2021 |                       | SAK | SAK | SAK | MON | MON | MON | BAK | BAK | BAK | SIL | SIL | SIL | MNZ | MNZ | MNZ | SOC | SOC | SOC | YED | YED | YED | YMC | YMC | YMC | 15.º | 32     | [ 9 ] |
| 2021 | Charouz Racing System | 3   | 7   | 11  | 12  | Ret | 13  | 9   | 2   | 12  | 13  | 8   | 15  |     |     |     |     |     |     |     |     |     |     |     |     | 15.º | 32     | [ 9 ] |
| 2021 | Campos Racing         |     |     |     |     |     |     |     |     |     |     |     |     | 10  | 5   | 16† | 15  | C   | 10  |     |     |     |     |     |     | 15.º | 32     | [ 9 ] |

| Año  | Escudería             | 1   | 1   | 2   | 2   | 3   | 3   | 4   | 4   | 5   | 5   | 6   | 6   | 7   | 7   | 8   | 8   | 9   | 9   | 10  | 10  | 11  | 11  | 12  | 12  | 13  | 13  | 14  | 14  | Pos. | Puntos | Ref.   |
| ---- | --------------------- | --- | --- | --- | --- | --- | --- | --- | --- | --- | --- | --- | --- | --- | --- | --- | --- | --- | --- | --- | --- | --- | --- | --- | --- | --- | --- | --- | --- | ---- | ------ | ------ |
| 2022 |                       | SAK | SAK | YED | YED | IMO | IMO | BAR | BAR | MON | MON | BAK | BAK | SIL | SIL | SPI | SPI | LEC | LEC | BUD | BUD | SPA | SPA | ZAN | ZAN | MNZ | MNZ | YMC | YMC | 18.º | 25     | [ 10 ] |
| 2022 | Charouz Racing System |     |     |     |     | Ret | 8   |     |     |     |     |     |     |     |     |     |     |     |     |     |     |     |     |     |     |     |     |     |     | 18.º | 25     | [ 10 ] |
| 2022 | Van Amersfoort Racing |     |     |     |     |     |     |     |     |     |     |     |     | 16  | 19  |     |     | 10  | 14  | 12  | 14  | 8   | 6   | 14  | 13  | 7   | 5   |     |     | 18.º | 25     | [ 10 ] |

### Fórmula E
(Clave) (negrita indica pole position) (cursiva indica vuelta rápida puntuable)
| Año     | Escudería                    | 1   | 1   | 2   | 2   | 3   | 4   | 5   | 6   | 6   | 7   | 7   | 8   | 8   | 9   | 9   | 10  | 10  | 11  | 11  | Pos. | Puntos | Ref.   |
| ------- | ---------------------------- | --- | --- | --- | --- | --- | --- | --- | --- | --- | --- | --- | --- | --- | --- | --- | --- | --- | --- | --- | ---- | ------ | ------ |
| 2022-23 | Avalanche Andretti Formula E | MEX | MEX | DIR | DIR | HYD | CAB | SÃO | BER | BER | MON | MON | YAK | YAK | PRT | PRT | ROM | ROM | LON | LON | 25.º | 0      | [ 11 ] |
| 2022-23 | Avalanche Andretti Formula E |     |     |     |     |     |     |     |     |     |     |     | 16  | Ret |     |     |     |     |     |     | 25.º | 0      | [ 11 ] |
| 2024-25 | CUPRA Kiro                   | SÃO | MEX | YED | YED | MIA | MIA | MON | MON | TOK | TOK | SHA | SHA | YAK | BER | BER | LON | LON |     |     | 23.º | 1      | [ 12 ] |
| 2024-25 | CUPRA Kiro                   | Ret | Ret | 14  | 17  | Ret | Ret | 17  | 19  | 18  | 13  | 14  | 20  | 16  | Ret | 16  | 12  | 10  |     |     | 23.º | 1      | [ 12 ] |